# Fantoccio

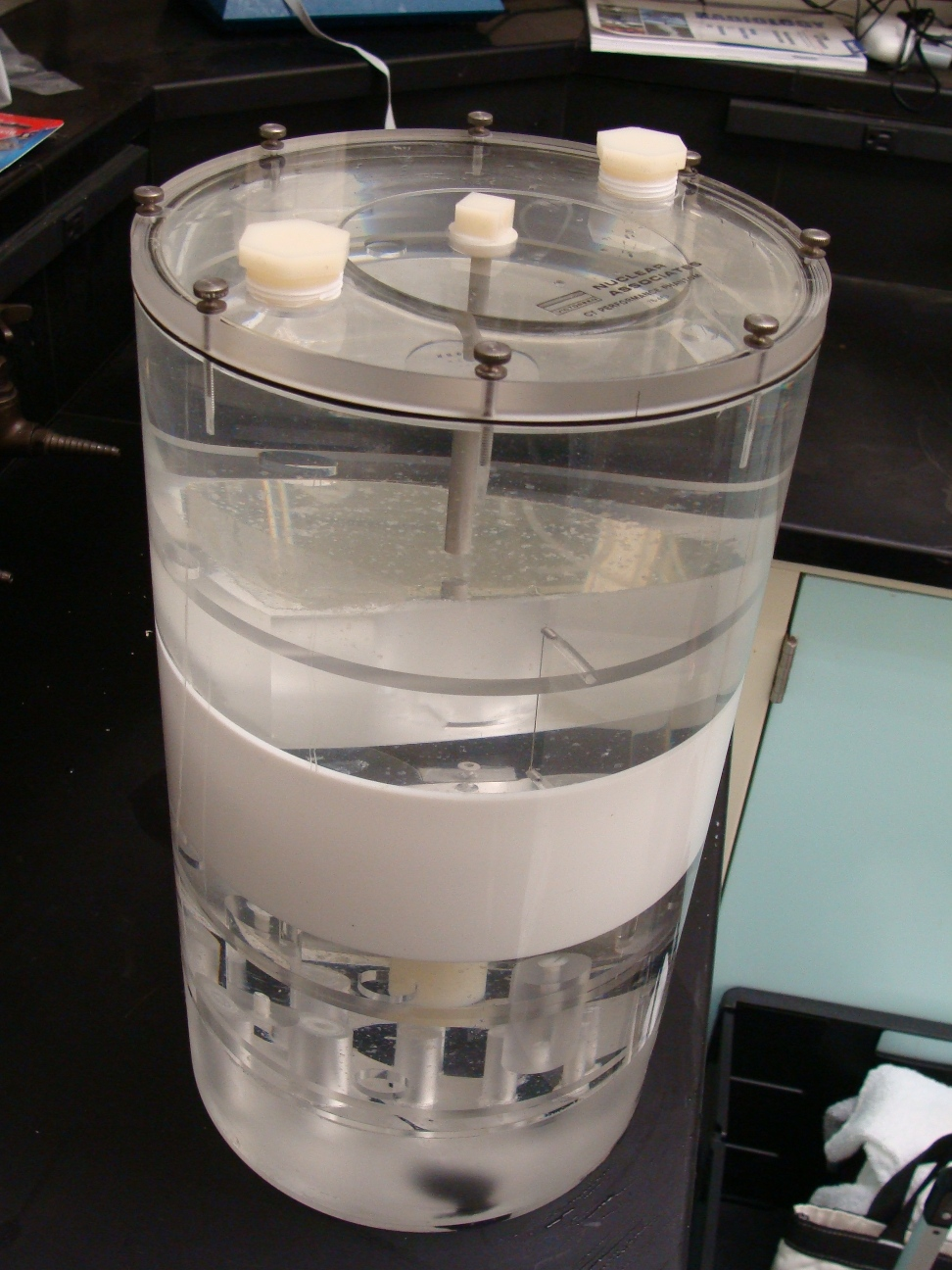
Un fantoccio per la calibrazione di apparecchi per la tomografia computerizzata

Un fantoccio è un oggetto progettato per essere scansionato tramite uno scanner per imaging medico, ad esempio uno scanner CT o MRI, allo scopo di testare o calibrare l'apparecchio. Rispetto ad un soggetto vivente o un cadavere, un fantoccio ha il vantaggio di essere più semplice da reperire, sacrificabile in caso di situazioni di rischio, e di fornire risultati più coerenti. I fantocci vennero inizialmente introdotti nell'imaging bidimensionale come radiografia e fluoroscopia, e in seguito l'uso venne esteso all'imaging tridimensionale, come imaging a risonanza magnetica, tomografia computerizzata, tomografia a emissione di positroni e ecografia.

## Caratteristiche
Un fantoccio deve avere una risposta al mezzo di imaging analoga alla porzione di corpo umano che simula. Ad esempio, i fantocci per la radiografia possono contenere varie concentrazioni di agenti di contrasto per simulare la radiodensità dei tessuti, mentre i fantocci ecografici simulano proprietà reologiche (ad esempio permeabilità agli ultrasuoni) analoghe al corpo umano.